# Francesc de Sojo i Batlle
Francesc de Sojo Batlle (Valls, 1850 - Barcelona, 1935) fou un metge català.
Fill d'Eusebi de Sojo i Ravella advocat natural de Valls i de Maria Concepció Batlle i Ribot també de Valls. Fou el primer que practicà amb èxit una laparotomia a Espanya. Guanyà l'oposició per a professor clínic de la Facultat de Medicina. Ingressà com a metge titular a l'Hospital de la Santa Creu. Fou un dels més destacats promotors de l'antisèpsia a la Clínica d'Obstetrícia. Quan sorgí la càtedra d'otorrinolaringologia també li fou atorgada. Afeccionat a la pintura, es relacionà amb artistes de l'època i fou gran amic de Narcís Oller i de Josep Yxart. Actualment existeix un premi en l'especialitat d'otorrinolaringologia, concedit per l'Acadèmia de Medicina, que porta el seu nom. Era cosí de Maria del Carme de Sojo i Ballester.